# إيفان بورتر
إيفان بورتر (بالإنجليزية: Ivan Porter)‏ هو لاعب كرة قدم أسترالية أسترالي، ولد في 8 سبتمبر 1918، وتوفي في 31 أكتوبر 1990.

## وصلات خارجية
- إيفان بورتر على موقع AustralianFootball.com (الإنجليزية)
- إيفان بورتر على موقع AFLtables.com (الإنجليزية)